# Burlington (Maine)
Burlington es un pueblo ubicado en el condado de Penobscot en el estado estadounidense de Maine. En el Censo de 2010 tenía una población de 363 habitantes y una densidad poblacional de 2,49 personas por km².

## Geografía
Burlington se encuentra ubicado en las coordenadas 45°15′42″N 68°23′37″O / 45.26167, -68.39361. Según la Oficina del Censo de los Estados Unidos, Burlington tiene una superficie total de 145.68 km², de la cual 139.87 km² corresponden a tierra firme y (3.98%) 5.8 km² es agua.

## Demografía
Según el censo de 2010, había 363 personas residiendo en Burlington. La densidad de población era de 2,49 hab./km². De los 363 habitantes, Burlington estaba compuesto por el 99.45% blancos, el 0% eran afroamericanos, el 0% eran amerindios, el 0.28% eran asiáticos, el 0% eran isleños del Pacífico, el 0% eran de otras razas y el 0.28% pertenecían a dos o más razas. Del total de la población el 0.28% eran hispanos o latinos de cualquier raza.